# Foudia omissa
Foudia omissa (лат.) — вид птиц из семейства ткачиковых.

## Таксономия
Иногда вид считают конспецифичным с Foudia eminentissima или Foudia madagascariensis. Подвидов не выделяют.

## Распространение
Эндемики Мадагаскара. Обитают в субтропических или тропических влажных равнинных лесах.

## Описание
Длина тела 14 см, вес 15-24 г. У самца в брачном оперении лоб, макушка и затылок красные, а спинка оливково-коричневая с тёмными штрихами по центру.

### Вокализация
Песня описывается как совпадающая с песней F. madagascariensis.

## Биология
Питаются семенами, насекомыми и нектаром.

## Охранный статус
МСОП присвоил виду охранный статус LC.